# BIBSYS
A BIBSYS egy Norvégia Oktatási és Kutatási Minisztériuma által létrehozott kormányhivatal.
A BIBSYS feladata adatok cseréjéhez, megőrzéséhez és eléréséhez szükséges termékek (programok, adatbázisok, keresőmotorok) biztosítása. Mint integrátor a norvég felsőoktatási és tudományos kutatóintézetek együttműködésének az összehangolója. Mint szerviz szolgáltatónak a kutatásokhoz, oktatáshoz szükséges adatok tárolása, cseréje, és azok elérhetőségének biztosítása a fő feladata. Ez eredetileg könyvtári források metaadatait jelentette, de ez ma már sokkal nagyobb területet ölel fel.
A BIBSYS együttműködik Norvégia egyetemeivel, egyetemi intézeteivel, kutatóintézetekkel és a Norvég Nemzeti Könyvtárral. Formálisan a BIBSYS Trondheimben a Norvég Tudományos Műszaki Egyetem (NTNU) intézeteként működik, de az igazgatótanácsát közvetlenül Norvégia Oktatási és Kutatási Minisztériuma nevezi ki. A kutatók és a diákok számára a könyvtári adatbázisok elérését egy általános lekérdező felület, a „Bibsys Orio” (Oria.no) biztosítja. 
A BIBSYS a DataCite együttműködés tagja és Norvégiában a DataCite nemzeti képviselője. A norvég felsőoktatási- és kutatóintézetek részére a BIBSYS biztosítja kutatásaikban a DOI használatát.